# 俞立中
俞立中（1949年9月14日—），上海纽约大学首任校长，法国荣誉军团勋章获得者。曾任上海师范大学校长、华东师范大学校长。

## 经历
1949年9月14日生于上海。1968年毕业于上海市市西中学，次年在上山下乡运动中赴附黑龙江省长水河农场务农。
1978年9月，考入华东师范大学地理系，1982年本科毕业，留校工作。1985年至1990年间，赴利物浦大学地理系进行博士和博士后研究，1989年获得博士学位。1990年回国，任华东师范大学副教授。1994年聘为教授、博士生导师，历任地理系副主任、河口海岸学国家重点实验室副主任、长江流域发展研究院院长、校长助理兼科研处处长等职。
1997年5月至2003年1月任华东师范大学副校长、研究生院院长。2003年2月至2006年1月任上海师范大学校长。2006年1月起任华东师范大学校长。2012年4月5日受聘为上海纽约大学首任校长。
2012年7月2日教育部黨組成員、紀檢組長王立英在華東師範大學宣布了教育部關于華東師範大學校長的任免決定，因年齡原因，免去俞立中華東師範大學校長職務。陈群擔任華東師範大學校長。
2020年任上海市宋慶齡學校專家委員會成員，2021年與胡海青等8名委員會成員進行圓桌會議。

## 轶事
2012年4月17日，时任华东师范大学校长俞立中新浪微博经过个人认证，成为上海首个开通微博的高校校长，也是中国985高校中第一个开通微博的校长。